# Szentpétervár–Varsó-vasútvonal
Az 1851 és 1862 között épült történelmi vasútvonal Szentpétervár–Varsó (oroszul: Санкт-Петербурго-Варшавская железная дорога)  az Orosz Birodalom harmadik, míg a Lengyel Királyság második vasútvonala volt. Hossza a porosz határig vezető leágazással együtt 1250 verszt, azaz 1333 km volt. Az Orosz Birodalom fővárosát kötötte össze az azzal perszonálunióban lévő Lengyel királyság fővárosával, Varsóval.

## Építése
Az uralkodó, I. Miklós orosz cár 1851. február 25-i rendeletével döntött a Szentpétervárt Varsóval Gatcsina–Luga–Pszkov–Daugavpils–Grodno–Białystok nyomvonalon összekötő vasútvonal építésének megkezdéséről.
Az építkezést egyszerre kívánták elkezdeni Varsóból és Szentpétervárról kiindulva. Az északi szakasz első 128 verszt hosszúságú szakaszára 9 millió rubelt szántak. Az építkezést 1853-ban kezdték és a tervek szerint 1856-ra fejezték volna be. Azonban a krími háború lassította az építkezést.
A pénzügyi nehézségek feloldására 1856-ban az orosz kormány rendeletileg lehetővé tette nemzetközi részvénytársaság létrehozását az oroszországi vasutak építésére. 1857. január 26-án megalakult az Orosz Vasutak Főtársasága (Главное общество российских железных дорог). Ezt szentpétervári és varsói bankok mellett, nagyobbrészt külföldi pénzintézetek hozták létre. Londoni, párizsi, berlini, amszterdami  bankházak láttak jó üzleti lehetőséget az orosz vasútvonalak építésében. 4000 versztnyi vasútvonal megépítése volt a cél és ennek részeként a Szentpétervár – Varsó vasútvonalé illetve az ezt a vasútvonalat Poroszországgal (Lentvaris–Virbalis) összekötő mellékvonal befejezése. A társaság alaptőkéjét 275 millió ezüst rubelban határozták meg amely biztosítására részvényeket bocsátottak ki.
A Pszkovot Szentpétervárral összekötő első szakasz is csak 1859-re készült el. Az első személyszállító szerelvény 1859. február 10-én indult útjára ezt követően napi két vonatpár kötötte össze Pszkovot a fővárossal.
Vilniuszba az első vonat 1860. szeptember 4-én érkezett, míg Varsó Szentpétervári állomására 1862 decemberében.

## Története
A Nemzetközi Hálókocsi Társaság (Compagnie Internationale des Wagons-Lits - CIWL) 1876-os létrejöttét követően az európai vasutakon sorra indultak a távolsági luxus vonatok. A CIWL célkitűzései között már megalakulásakor szerepelt transzkontinentális luxusvonatok üzemeltetése. A legmerészebb elképzelés a Lisszabont Szentpétervárral összekötő Nord-Süd expressz ugyan soha nem valósult meg, de 1883-ban útjára indult az Orient expressz (Párizs–Konstantinápoly), majd ennek sikerét követően 1887-ben a Süd expressz  (Lisszabon–Párizs) és végül 1896-ban a Nord expressz (Párizs–Szentpétervár).
A Nord expressz sötétbarna kocsijai 1897 őszétől hetente kétszer indultak  Párizsból illetve Ostendeből (londoni kapcsolattal) Szentpétervárra és Rigába. A szerelvények szabály szerint egy csomagszállító-, egy étkező- és négy luxus hálókocsiból álltak. A menetidő Párizs és Szentpétervár között 52 óra volt. Daugavpilsben közvetlen-kocsival kapcsolódott a Transzszibériai vasútvonalhoz és ezen keresztül Pekinghez
Az első világháború alatt a vasútvonal súlyos károkat szenvedett. Több fontos híd – így a Nyeman folyó hídja is – megsemmisült. 1915-ben a kivonuló orosz hadsereg Varsóban felrobbantotta a Pétervári pályaudvar épületét. A lengyel–szovjet háborút követően a Szovjetunió nemzetközi kapcsolatai sem tették szükségessé a vasúti forgalom helyreállítását. A vasút Vilniustól Hrodnóig tartó szakaszán, mivel mind a két város lengyel fennhatóság alá került, az orosz nyomtávot normál nyomtávra építették át. A felrobbantott Pétervári pályaudvar helyén 1927-ben új pályaudvar épült a Vilniusi pályaudvar (Dworzec Wileński)

## A vasútvonal napjainkban
A Szovjetunió felbomlását követően az eredeti vasútvonal 5 független állam (Oroszország, Lettország, Litvánia, Fehéroroszország és Lengyelország) területén halad. További problémát jelet, hogy az eredeti nyomvonal 3 alkalommal keresztezi schengeni határt. A Varsót Vilniusszal összekötő vonatok elkerülik  Białystokot és a lengyel – litván határt Mockavánál átlépve  Šeštokai felé mennek. A Varsót Szentpétervárral összekötő szerelvények pedig Minszk felé kerülve belorusz és orosz területeken járnak.
A vasútvonal oroszországi részén Szentpétervár és a lett határ között a helyi közlekedés folyik. A vonatok a Vityebszki pályaudvarról indulnak. A Varsói pályaudvart 2004-ben bezárták. Az épületben vasúti múzeum és bevásároló központ található.
Lengyelországban a vasútvonalon Varsó és Białystok között távolsági vonatok közlekednek. A Vilniuszi pályaudvart 2000-ben átépítették, jelenleg elővárosi vonatok végállomása és szintén egy bevásárlóközpont található az épületében.
Litvániában Vilnius és Szentpétervár viszonylatban az Oroszországi Vasutak éjszakai vonatot közlekedtet. Ez 13 óra 38 perc alatt teszi meg, az eredeti útvonalon, a Vilnius - Szentpétervár távolságot. Vilniustól délre csak helyi közlekedés zajlik Vilnius, Varėna és Marcinkonys között.

## A vasútvonal irodalomban, filmben
A Varsó–Szentpétervár vasútvonalat és az itt közlekedő Nord expresszt több irodalmi alkotás és film is megemlíti.

„November végén, egy nyirkos napon, reggeli kilencz óra tájon a pétervár-varsói vasútnak egy vonata teljes gőzerővel közeledett Szent-Pétervár felé.”

– Dosztojevszkij, A félkegyelmű első mondata.